# 안확
안확(安廓, 1886년 ~ 1946년)은 한국의 국학자, 국어학자, 역사학자, 문학가, 독립운동가이다. 호는 자산(自山), 팔대수(八大搜), 운문생(雲門生)이다. 본관은 순흥.

## 국악 연구
대한민국 근대음악사 기간(1860년 ~ 1945년) 동안 음악, 정치, 역사를 주도한 지배층의 아악계에 반대하여 일반 민중들이 좋아하는 민악을 새로운 민족음악으로 해석하여 부흥시키고자 노력하였다. 1930년《조선》이라는 잡지에 〈조선음악의 연구〉라는 글을 실어, 도덕적이고 형식적인 궁정음악을 배격하고 민중음악을 취하여 조선음악의 진상을 볼 것을 주장하였다. 따라서, 그는 민악을 새롭게 부각시켜 민족음악의 지평을 확대한 근대음악 이론가이자 민족문화 비평가라고 할 수 있다.